# A1 Telekom Austria Group
A1 Telekom Austria Group — поставщик услуг мобильной и фиксированной связи, мультимедийных услуг, данных и ИТ-решений, мобильных платёжных решений. Штаб-квартира компании находится в Вене. Компания управляет дочерними компаниями в семи европейских странах: Австрии, Беларуси, Болгарии, Хорватии, Северной Македонии, Сербии и Словении. Его крупнейшей дочерней компанией является австрийский телекоммуникационный оператор VIP Австрия.

## История
Самый ранний предшественник Telekom Austria, государственная компания KK Post- und Telegraphenverwaltung (PTV), была образована в 1887 году, когда все телефонные и почтовые службы в Австро-Венгрии были переданы государству. После Первой мировой войны австрийская часть компании стала просто Post- und Telegraphenverwaltung.
В 1996 году с принятием закона о пост-реструктуризации PTV была реструктурирована в государственную корпорацию Post-und Telekom Austria AG (PTA AG). Только два года спустя сектор телекоммуникаций был полностью дерегулирован, и PTA была разделена, а телекоммуникационная сторона стала Telekom Austria. Компания была полностью приватизирована в 2000 году и котировалась на Венской фондовой бирже и Нью-Йоркской фондовой бирже (исключена из листинга последней в 2007 году).
В июне 2000 года компания инвестировала около 15 миллионов евро, чтобы переименовать себя в Jet2Web. Однако Jet2Web не смог добиться успеха на рынке, поскольку воспринимался как ненадежный. Использование названия было прекращено в 2002 году, а название компании Telekom Austria было возрождено как название бренда с новым логотипом.
В июне 2006 года компания была разделена на холдинговую компанию Telekom Austria Group, а телефонная сеть общего пользования стала Telekom Austria FixNet AG, которая позже была переименована в Telekom Austria TA AG. При этом Telekom Austria FixNet AG стала дочерней компании Mobilkom Austria AG.
Обе компании объединились в 2010 году и образовали A1 Telekom Austria. Иностранные дочерние компании Mobilkom Austria были переданы холдинговой компании, чтобы A1 Telekom Austria имело дело только с австрийским рынком.
В 2011 году о проступках, совершенных директорами компаний в период с 2004 по 2006 годы, стало известно, что вылилось в скандал, известный как Telekom-Affäre.
По состоянию на конец 2016 года в Telekom Austria Group работало 18 203 сотрудника, а выручка составила около 4,2 миллиарда евро.
14 ноября 2017 года Telekom Austria Group была переименована в A1 Telekom Austria Group в рамках принятия стратегии единого бренда. Юридическое лицо Telekom Austria AG по-прежнему остается.

### Ребрендинг дочерних компаний в единый бренд «А1»
В апреле 2017 года словенский оператор «si.mobil» начал работать Si.mobil под брендом A1.
22 мая 2018 года болгарский оператор «Mtel» начал работу Mtel под брендом A1.
24 мая 2018 года австрийский оператор представил обновлённый логотип, спустя два дня после того как новый бренд принял на себя болгарский оператор.
12 августа 2019 года белорусский оператор «velcom» принял на себя бренд А1, до этого компания использовала двойной бренд «velcom | A1» с апреля 2019 года до Velcom окончания ребрендинга.
3 сентября 2019 года македонский оператор «Vip.net» был Vip.net переименован в A1.
7 апреля 2021 года был проведён ребрендинг Vip mobile сербского оператора с «Vip mobile» на A1.

## Дочерние компании
Компания «A1 Telekom Austria Group» имеет на данный момент более чем 24 миллиона пользователей в восьми странах. Компания получает доход более чем 4 миллиард евро и предоставляет работу более чем 17 500 сотрудникам. Группа является европейским подразделением компании «América Móvil», третьего самого большого провайдера беспроводного интернета в мире. «A1 Telekom Austria Group» присутствует на следующих рынках:
- Aвстрия
- Болгария
- Беларусь
- Хорватия
- Сербия
- Северная Македония
- Словения[2]